# Special Olympics World Winter Games 1997
Die 6. Special Olympics World Winter Games fanden vom 1. bis 8. Februar 1997 in Toronto und Collingwood, Kanada, statt. Dies war das erste und bislang einzige Mal, dass Kanada Gastgeber für Special-Olympics-Weltspiele war. Bis dahin hatten alle Spiele mit Ausnahme der Special Olympics World Winter Games 1993 in den USA stattgefunden.

## Bezeichnung
Die offizielle Bezeichnung lautete damals International Games, ab 1991 wurde von Special Olympics World Summer Games und Special Olympics World Winter Games gesprochen.

## Sportarten und Wettkampfstätten
Die Wettkämpfe wurden in Toronto und in Collingwood, Ontario, ausgetragen. Collingwood liegt etwa 120 Kilometer nordwestlich von Toronto.
Bei der Veranstaltung waren fünf Wettkampfsportarten und eine Demonstrationssportart vertreten:
- Eiskunstlauf: Toronto
- Hallenhockey: Toronto
- Ski Alpin: Blue Mountain Resort, Collingwood
- Skilanglauf: Highlands Nordic, Collingwood
- Eisschnelllauf: Toronto
- Als Demonstrationssportart: Schneeschuhlaufen: Highlands Nordic

Auch Eisstockschießen wurde laut einer anderen Quelle angeboten.

## Teilnehmer
Fast 2.000 Athleten aus 73 Ländern und mehr als 5.000 Freiwillige waren an den Spielen beteiligt. Im Team der USA waren 133 Athleten.
Erstmals nahm Special Olympics Irland an Special Olympics World Winter Games teil. Der österreichische Eisläufer Christian Kornhauser, damals am Anfang seiner Karriere, erreichte im Eiskunstlauf den vierten Platz.
Vorsitzender der Special Olympics World Winter Games 1997 war der Schwimmer John Scott. Die Gründerin der Spiele, Eunice Kennedy Shriver war persönlich anwesend.

## Programm

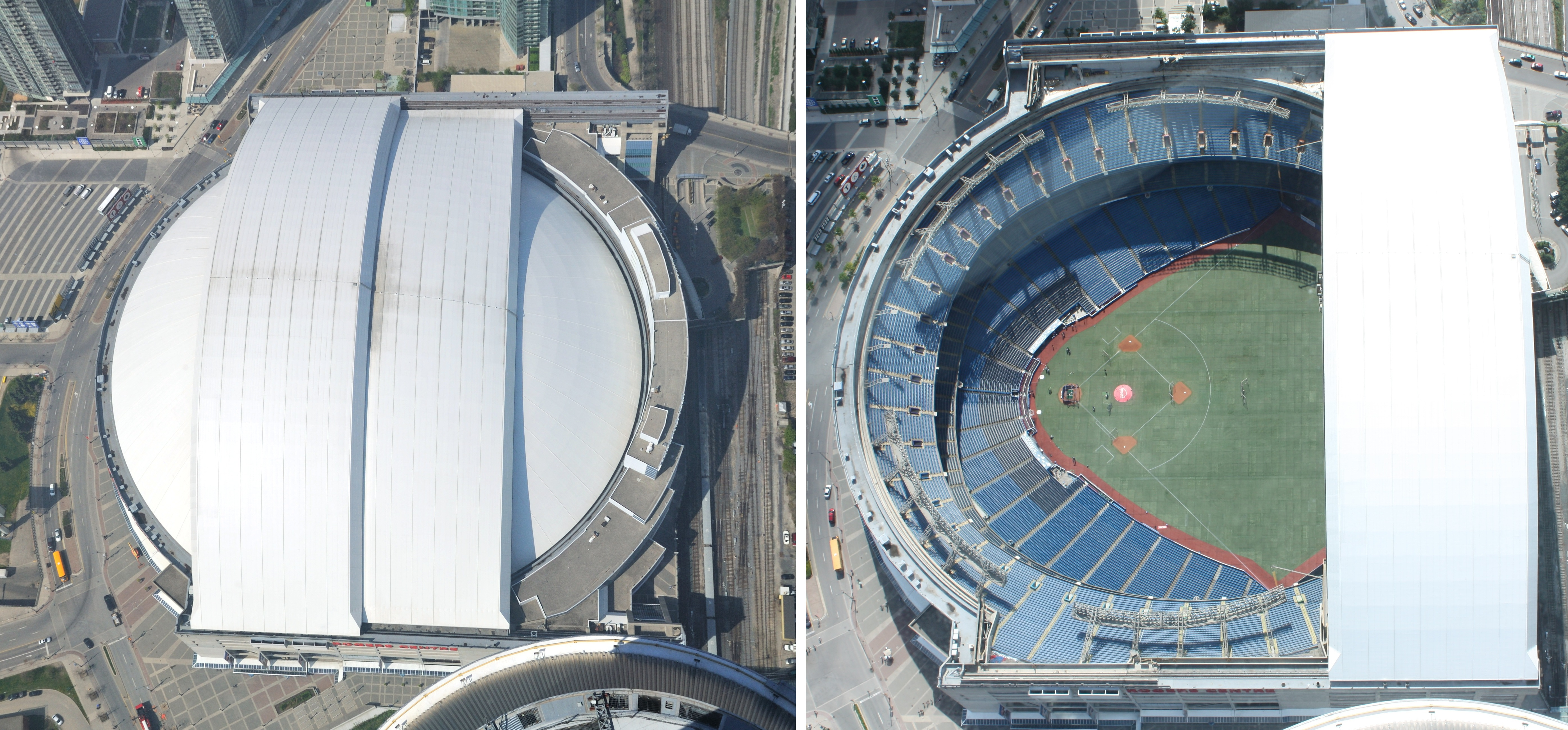
Das Rogers Centre, Veranstaltungsort der Eröffnungsfeier, bei geschlossenem und bei maximal geöffnetem Dach

Dies war das erste und bislang einzige Mal, dass Kanada Gastgeber für Special-Olympics-Weltspiele war. Bis dahin hatten alle Spiele mit Ausnahme der Special Olympics World Summer Games 1993 in den USA stattgefunden.
Die Spiele waren das größte internationale Multisportevent des Jahres 1997 und die bis dahin größten Winterspiele unter Einschluss der Olympischen Winterspiele.
Die Eröffnungsfeier fand im Rogers Centre in Toronto statt.

## Kosten
Das zuständige Ministerium steuerte 1,65 Millionen kanadische Dollar bei.
Kodak Kanada war einer der Sponsoren.

## Nachwirkungen
Patty Federer, Mitglied der Alpinkommission für die Spiele, gründete im Anschluss das Blue Mountain Special Olympics Alpine Team. Seitdem ist das Blue Mountain Resort ein Sponsor dieser Mannschaft. Federer nahm an zahlreichen weiteren Special-Olympics-Weltspielen als technische Delegierte teil und wurde 2022 in die Ehrenhalle des Sports in Collingwood aufgenommen (englisch: Collingwood Sports Hall of Fame).
2022 führte Collingwood zur Erinnerung an die Spiele den Special-Olympics-Day ein, der alljährlich am 26. Februar an das Großereignis erinnern soll. Die Feier seiner Einführung wurde auch zur Ehrung der zahlreichen Freiwilligen gestaltet. Fast jeder dritte Einwohner hatte sich damals ehrenamtlich an der Gestaltung der Spiele beteiligt. Zur Feier sollten so viele Freiwillige von 1997 wie möglich kommen und ihre grünen Jacken von damals oder andere grüne Kleidungsstücke tragen.